# Tom Clancy’s Ghost Recon 2: Summit Strike
Tom Clancy's Ghost Recon 2: Summit Strike (с англ. — «Встреча на высшем уровне») это расширенное дополнение к версии Xbox Tom Clancy's Ghost Recon 2. Есть несколько значительных отличий между Tom Clancy's Ghost Recon 2: Summit Strike, и Tom Clancy's Ghost Recon 2. Наиболее заметным из них является сложность, Summit Strike считается наиболее сложной частью. Другие различия будут включать новые многопользовательские режимы, такой как «Охота на вертолёте».

## Сюжет
В 2012 году Казахстан впал в хаос. Президент Казахстана вместе с Советом Безопасности убиты в результате взрыва, устроенного известным афганским террористом и торговцем оружием по имени Асад Рахил. С мертвым президентом казахстанские военные создают разломы во фракциях, соперничающих за политический контроль над страной. Рахил быстро вступает в силу и консолидирует власть, используя свои коррумпированные казахстанские военные контакты. Большая группа солдат, лояльных Казахстану, тесно сотрудничает с наземными силами США, чтобы стабилизировать регион. «Призраки» были отправлены для захвата Рахиля и нейтрализации его военного присутствия. Они тесно сотрудничают с казахстанским военным по имени Григорий Козлов. «Призраки» вместе с Козловым скрывают нападения наземных войск ООН на войска Рахиля и отслеживают его от южных горных хребтов до отхода засушливых бесплодных земель.

## Оценки
| Сводный рейтинг    | Сводный рейтинг |
| Агрегатор          | Оценка          |
| ------------------ | --------------- |
| GameRankings       | 83,49 %         |
| Metacritic         | 84/100          |
| Иноязычные издания |                 |
| Издание            | Оценка          |
| Eurogamer          | 8/10            |
| Game Informer      | 8/10            |
| GameSpot           | 8,2/10          |
| GameSpy            | [ 6 ]           |
| GameTrailers       | 9/10            |
| GameZone           | 8,9/10          |
| IGN                | 8,5/10          |
| OXM                | 9/10            |
| TeamXbox           | 8,6/10          |
| X-Play             | [ 12 ]          |
| Detroit Free Press | [ 13 ]          |
| Maxim              | 8/10            |

Summit Strike был встречен положительным приемом после выпуска; GameRankings дал ему оценку 83,49 %, в то время как Metacritic дал ему 84 из 100.